# Lajos Szabó (Radsportler)
Lajos Szabó (* 6. Oktober 1931 in Budapest, Königreich Ungarn; † 1. Oktober 2015) war ein ungarischer Radrennfahrer und nationaler Meister im Radsport.

## Sportliche Laufbahn
Szabó begann 1947 mit dem Radsport. 1950 wechselte er von den Junioren und schaffte in kurzer Zeit den Sprung in die höchste Leistungsklasse der Amateure. Er siegte 1951 in der nationalen Meisterschaft in der Mannschaftsverfolgung gemeinsam mit Gyula Csikós, Gyula Domján und Lajos Sipos. Auf der Straße konnte er in jener Saison den Titel in der Mannschaftswertung des Straßenrennens gewinnen. 1952 wurde er wieder Meister in der Mannschaftsverfolgung. Von 1952 bis 1956 wurde er nationaler Meister im Straßenrennen über 200 Kilometer. 1956 holte er den nationalen Titel im Einzelzeitfahren vor Mihály Csikós.
In der DDR-Rundfahrt 1951 wurde er beim Sieg von Bernhard Wille Dritter. Er gehörte der ersten ausländischen Mannschaft an, die an einer DDR-Rundfahrt teilgenommen hatte. Dort übernahm er nach der 5. Etappe das gelbe Trikot des Spitzenreiters und war damit der erste ungarische Radrennfahrer, der in einem internationalen Etappenrennen das Führungstrikot übernahm.
Die Internationale Friedensfahrt bestritt er viermal (1952, 1954, 1956 und 1958). Die beste Platzierung in diesem Etappenrennen erreichte Szabó 1952 mit dem 51. Platz in der Gesamtwertung. 1954 belegte er auf der 1. Etappe Position 10. 1958 schied er aus. 1955 wurde er beim Sieg von Győző Török Dritter der heimischen Ungarn-Rundfahrt. 1953 gewann er die Fernfahrt Budapest–Wien–Budapest. Für die ungarische Nationalmannschaft hatte er mehr als fünfzig Einsätze.
Die UCI-Straßen-Weltmeisterschaften 1953 beendete er bei den Amateuren auf Platz 45.
Bei der Österreich-Rundfahrt 1955 belegte er den 34. Platz in der Einzelwertung und mit Ungarn den 5. Platz in der Mannschaftswertung.
Er startete ab 1950 für den Verein Dózsa Ujpest.

## Berufliches
Lajos Szabó machte zunächst einen Gehilfenabschluss als Maschinenschlosser und Motorenmechaniker in der Maschinenfabrik Láng und war danach beruflich als Feuerwehrmann tätig. Einige Jahre war er Nationaltrainer der ungarischen Straßenfahrer. Nach 1972 arbeitete er als Vereinstrainer. Nach 25 Jahren im Radsport kehrte er in seinen alten Beruf zurück und wurde Leiter der Feuerwehr des ungarischen Parlamentes.